# Musano
Musano (em latim: Musanus) foi um escritor do período do cristianismo primitivo mencionado brevemente por Eusébio de Cesareia em sua História Eclesiástica como sendo o autor de um livro, ainda existente em sua época, contra os encratitas. Jerônimo, provavelmente baseado em Eusébio, escreveu também sobre ele em sua De Viris Illustribus (c. 29)